# Roc des Ombres
Le roc des Ombres est un sommet des monts du Cantal dans le Massif central.

## Géographie

### Situation
Le roc des Ombres est situé entre les communes du Falgoux, de Saint-Paul-de-Salers et du Fau. Ce sommet et les autres à proximité situés plus à l'ouest forment une crête d'environ un kilomètre de long orientée est-ouest entre les vallées du Mars et de l'Aspre et culminant à 1 640 m. Les deux ensembles sont séparés par un col appelé la brèche d'Enfloquet.

### Géologie
Le sous-sol du roc des Ombres est constitué de basalte et de conglomérat.

### Hydrographie
La Maronne y prend sa source vers 1 430 mètres d'altitude.

## Activités

### Protection environnementale
Le sommet est inclus dans le site Natura 2000 « Massif cantalien », dans la ZNIEFF de type 2 « Monts du Cantal », ainsi que dans la ZNIEFF de type 1 « Puy Mary ».

### Alpinisme
Il est possible de pratiquer l'alpinisme sur son versant nord-oriental.